# Вернер Јоханес Краус
Вернер Јоханес Краус (Гестунгсхаузен, 23. јун 1884 — Беч, 20. октобар 1959) био је немачки позоришни и филмски глумац. Краус је доминирао на немачкој сцени раног 20. века. Међутим, његово учешће у антисемитском пропагандном филму Јеврејин Зус и његова сарадња са нацистима учинили су га контроверзном фигуром.

## Одрастање
Краус је рођен у Гестунгсхаузену код Зонефелда у Горњој Франконији, где је његов деда био протестантски пастор. Детињство је провео у Бреславу, а од 1901. похађао је учитељску школу у Кројцбургу. Након што се сазнало да је радио као статист у позоришту, суспендован је са наставе, па се тако одлучио да се придружи путујућем позоришту.

## Глумачка каријера
Године 1903. дебитовао је у општинском позоришту у Губену. Иако се никада није школовао за глумца, наставио је да игра у Магдебургу, Бромбергу Ахену, Нирнбергу и Минхену.
1913 . упознаје позоришног редитеља Макса Рајнхарта, који је Крауса одвео у свој Дојчес театар у Берлину. Међутим, Краус је у почетку добијао само мање и споредне улоге попут краља Клаудија у Шекспировом Хамлету или Мефистофела у Гетеовом Фаусту. Војску је служио као везиста Царске немачке морнарице, и по напуштању војске, 1916. године, наставио је каријеру као филмски глумац.
Краусова прва филмска улога била је у Хофмановим причама Ричарда Освалда из 1916. године. Посвећен игрању злокобних ликова, постао је светска сензација због свог демонског приказа насловног лика у филму Роберта Вина Кабинет др Калигарија (1920), који се сматра прекретницом немачког експресионизма. Краус је такође играо насловну улогу Шекспировог Отела у адаптацији из 1920, док је Јага играо у филмској адаптацији из 1922. године.
Краус је 1924. наставио своју позоришну каријеру придруживши се ансамблу Пруског државног позоришта у Берлину. Поново се појавио на сцени Дојчес театра од 1926, где је играо у Стриндберговој Представи из снова са пет улога. Наступао је и у бечком Бургтеатру, а гостовања су га чак довела у Лондон и на Бродвеј у Њујорку, где је Макс Рајнхард поставио Чудо Карла Волмелера 1924. године.
Краусове врхунске вештине карактеризације донеле су му титулу „човека са хиљаду лица“.  Његова колегиница глумица Елизабет Бергнер га је у својим мемоарима назвала „највећим глумцем свих времена“ и „демонским генијем“. Оскар Вернер, рођен као Оскар Јозеф Бшлисмајер, одабрао је своје уметничко име у Краусову част.

## Живот у нацистичкој Немачкој
Краус је био антисемит без пардона који је искрено подржавао Нацистичку партију и њену идеологију. Док су нацисти преузели власт у Берлину јануара 1933. године, Краус се придружио ансамблу бечког Бургтеатра да би наступио као Наполеон у 100 Дана (Campo di maggio), драми коју је Ђовакино Форцано написао заједно са Бенитом Мусолинијем. Након овог наступа примио га је италијански диктатор и том приликом је упознао министра нацистичке пропаганде Јозефа Гебелса. У току тоталитарног Глајхшалтунг процеса, Краус је именован за потпредседника позоришног одељења Културне коморе рајха и служио је у том својству од 1933. до 1935. године. Краус је 1934. проглашен за Државног глумца (тј. извођач од националног значаја). Након смрти председника Рајха Паула фон Хинденбурга, потписао је проглас о спајању функције председника и канцелара у лику Адолфа Хитлера. Гебелс и Хитлер су Крауса оценили као културног амбасадора нацистичке Немачке.
Краус и Макс Рајнхард су последњи пут радили заједно на Салцбуршком фестивалу 1937. године, постављајући Гетеовог Фауста (са Краусом као Мефистофелесом), мало пре него што је Рајнхард емигрирао у Сједињене Државе. Године 1940. Краус је истовремено играо улоге шест стереотипних јеврејских ликова – међу којима су рабин Лоев и секретар Леви – у антисемитском пропагандном филму Веита Харлана Јеврејин Зус. На питање Волфганга Либенајнера о разорним ефектима његовог наступа, он је одговорио: "То ме не брине - ја сам глумац!" Краус је такође играо Шајлока у клеветничкој продукцији „Млетачки трговац “ Лотара Мутела постављеној у Бургтеатру 1943. Године 1944. Краус је додат на „листу Богу милих незаменљивих немачких уметника, чиме је био ослобођен обавезне војне службе у снагама Вермахта.

## Послератно доба
По завршетку Другог светског рата, Краус је морао да напусти свој дом у околини Салцбурга јер је био протеран из Аустрије. Такође му је забрањено да наступа на сцени и у филмовима у Немачкој. Његови филмови су забрањени и наређено му је да се подвргне програму денацификације од 1947. до 1948. године, након чега је могао да се врати у Аустрију и да постане натурализовани држављанин. Године 1950. поново је наступио као Краљ Лир на Рурском фестивалу у Реклингхаузену. Међутим, у децембру је његов наступ са ансамблом Бургтеатра у позоришту Курфирстендам у Берлину наишао на протесте.
Краус је 1951. поново добио немачко држављанство. На крају је рехабилитован и поново је зван на немачке филмске фестивале. Године 1954. добио је Ифландски прстен, иако га није одредио претходни носилац Алберт Басерман, већ комисија глумаца који говоре немачки. Исте године Краус је одликован Орденом Савезне Републике Немачке; 1955. добио је Високо одликовање Републике Аустрије. Краус је 1958. објавио своју аутобиографију под насловом Представа мог живота.
Краус је умро у Бечу у 75. години. Кремиран је и урна са пепелом је положена у почасном делу у Средишњем бечком гробљу.

## Филмографија
- Страница на Википедији посвећена филму Јеврејин Зус (на енглеском)
- Листа филмова Вернера Крауса на Википедији страници на енглеском језику